# Avicennia schaueriana
Avicennia schaueriana (conhecido no Brasil como mangue-preto, canoé ou siriúba) é uma espécie de mangue típica dos manguezais sul-americanos. Encontra-se também espalhada um pouco por todo o mundo.
O mangue-preto apresenta estruturas de respiração chamadas de pneumatóforos, que são raízes que crescem num sistema radicular e que depois sobem, ficando acima do solo, auxiliando, assim, a respiração da árvore. Além disso, o mangue-preto tem estruturas especializadas denominadas "glândulas de sal", que são assim chamadas pelo fato de excretar o sal que é absorvido pela planta.